# Summer Shudder
«Summer Shudder» es la cuarta pista en el álbum Decemberunderground por AFI, que se extiende 3:06.Se rumorea que el tercer corte del álbum, hasta el punto de impulsar un anuncio sobre absolutepunk.net 's foros, pero después resultó que "The Missing Frame" fue el tercer sencillo que confirma la anterior especulación. Desde entonces se ha descubierto que no va a haber ningún video de "The Missing Frame" como dice por cantante Davey en preguntale a AFI. 

## Apariciones en otros medios de comunicación
- Summer Shudder se realizó en vivo en Spike TV Video Game Awards 2006.
- Summer Shudder ha aparecido en la banda sonora de Madden 2007.

- Datos: Q6135490